# سانسی شیومی
سانسی شیومی (انگلیسی: Sansei Shiomi؛ زادهٔ ۱۲ ژانویهٔ ۱۹۴۸) بازیگر اهل ژاپن است. وی از سال ۱۹۷۸ میلادی تاکنون مشغول فعالیت بوده‌است.

## گزیده فیلم‌شناسی

### سینمایی
- نامه عاشقانه (۱۹۹۵)
- اورکا (۲۰۰۰)
- وقتی آخرین شمشیر کشیده می‌شود (۲۰۰۳)، کوندو ایسامی
- برج توکیو:مادر و من گاهی پدر (۲۰۰۷)
- باتری (۲۰۰۷)
- مثل یک اژدها (۲۰۰۷)
- سوکی‌یاکی جانگوی غربی (۲۰۰۷)
- کلاغ‌ها: قسمت صفر (۲۰۰۷)
- عشق اول (۲۰۱۹)
- صدای گناه (۲۰۲۰)[۱]

### تلویزیونی
- گونشی کانبی (۲۰۱۴)
- ایداتن (۲۰۱۹)، اینوکای تسویوشی